# Matt Cardona
Matthew Brett "Matt" Cardona (Merrick, 14 de Maio de 1985), é um lutador de luta livre profissional estadunidense, atualmente contratado pelo Impact Wrestling sob seu nome real e é o atual Campeão de Mídia Digital da Impact. Ele também atua na Game Changer Wrestling, onde é ex-Campeão Mundial da  GCW e Campeonato Mundial de Televisão da ECW, e na National Wrestling Alliance. Ele é mais conhecido por seu tempo na WWE, onde atuou sob o nome de ringue Zack Ryder de 2005 a 2020.
Cardona estreou no wrestling profissional em 2004, em parceria com Curt Hawkins no circuito independente. Ambos os homens foram contratados pela WWE no ano seguinte, fazendo sua estreia no plantel principal em 2007. Depois que a equipe se separou em 2009, ele fez aparições na marca ECW da WWE até 2010. Em 2011, ele lançou uma série na web no YouTube na qual se proclamou o "Campeão da Internet" da WWE; isso, junto com seu uso criativo das mídias sociais, o ajudou a estabelecer um culto substancial de seguidores. Ao longo de seu tempo com a WWE, Cardona ocupou o Campeonato Intercontinental da WWE e o Campeonato dos Estados Unidos, e o Campeonato de Duplas do Raw com Hawkins em duas ocasiões.
Cardona foi liberado pela WWE em abril de 2020 e apareceu na All Elite Wrestling por um acordo de aparição limitada em julho daquele ano sob seu nome verdadeiro. Cardona é um agente livre desde a conclusão de seu contrato com a AEW em setembro e faz aparições com o Impact Wrestling desde sua estreia no evento Hard To Kill em janeiro de 2021.

## Carreira na luta livre profissional

### New York Wrestling Connection (2004-2006)
Cardona foi treinado por Mikey Whipwreck. Ele estreou com New York Wrestling Connection (NYWC) em 2004, usando o nome de Brett Matthews. Ele começou a se juntar regularmente com Brian Myers e a dupla de Myers e Matthews derrotou os Campeões de Duplas da NYWC Dickie Rodz e Mason Raige por desqualificação, para a qual os títulos não mudam de mãos. No próximo evento em 4 de junho, eles venceram uma revanche decisivamente para se tornarem os Campeões de Duplas da NYWC. Mais tarde naquele mês, eles foram atacados por The Dead Presidents (Lo Lincoln e Boog Washington) para estabelecer uma rivalidade onde eles acabaram perdendo seus títulos contra eles em 27 de agosto. Em 23 de setembro, eles entraram em um combate triplo com os então campeões, mas o Team Tremendous (Dan Barry e Ken Scampi) acabou com o campeonato. Depois de continuar a vencer partidas, eles voltaram a ganhar uma partida contra o Team Tremendous e conquistaram os títulos pela segunda vez em 25 de janeiro de 2006. Eles mantiveram o campeonato até enfrentar o B.S. Xpress (Tony Burma e Mike Spinelli), que os derrotou pelos títulos em 26 de março.

### World Wrestling Entertainment/WWE

#### La Familia (2007–2009)

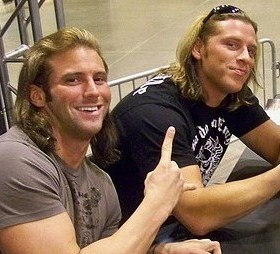
Zack Ryder (esquerda) e Curt Hawkins em 2009

Em 24 de fevereiro de 2006, Matthew Cardona assinou um contrato de desenvolvimento com a WWE. Sob o nome de Brett Major, Cardona começou uma dupla com Brian Myers, nomeado Brian Major, sob o nome Rexx and Unstoppable. Em outubro eles ganharam o DSW Tag Team Championship da dupla The Untouchables, mantendo o título até dezembro quando os perderam para os Urban Assault. Depois que os títulos ficaram vagos no ano seguinte, eles foram campeões pela segunda vez derrotando os Blood Brothers (William Regal e Dave Taylor) e o Samoan Swat Team (Siaki e Afa Anoa'i). Depois eles foram transferidos para a Ohio Valley Wrestling (OVW) e venceram o OVW Southern Tag Team Championship uma vez, reinando de 15 a 29 de junho.
O time foi transferido da liga de desenvolvimento para o roster principal em maio de 2007, mudando seus nomes de Majors para Major. Eles trabalharam na brand ECW e só venceram a primeira luta até que no WWE Draft eles foram enviados para o SmackDown em junho. No dia 9 de novembro eles venceram uma battle royal para receber uma luta pelo WWE Tag Team Championship, mas eles não conseguiram vencer os detentores do título MVP e Matt Hardy.
No dia 21 de Dezembro de 2007, os Major Brothers ajudaram Edge e a General Manager do SmackDown Vickie Guerrero. Os Major Brothers tiveram uma mudança de ring name, Brett Major virou Zack Ryder e Brian Myers virou Curt Hawkins. A tag team agora chamava Curt Hawkins and Zack Ryder, também chamados de “The Rated-R Entourage” por Michael Cole e JBL. Zack Ryder, Curt Hawkins, Chavo Guerrero, Edge e Vickie Guerrero ficaram conhecidos como “La Familia”.
No The Great American Bash de 2008, Hawkins e Ryder venceram o WWE Tag Team Championship de John Morrison e The Miz em uma fatal-four way match, que também tinha Jesse & Festus e Finlay & Hornswoggle, depois de Hawkins ter pinado Jesse. Com essa vitória, eles se tornaram os mais jovens a vencer esse título na história da WWE. No dia 26 de Setembro de 2008, Curt Hawkins e Zack Ryder perderam seu título para Carlito e Primo Colón.
Em 15 de Abril de 2009, Ryder foi draftado para a ECW no Supplemental Draft, causando assim, a separação da tag.

#### Long Island Loudmouth (2009-2011)
ECW (2009)
Ryder fez seu retorno à ECW em 4 de Maio de 2009, em um segmento com a General Manager da brand, Tiffany. Agora ele usava cabelo curto e teve uma mudança significativa em sua attire, e agora usava frequentemente as frases “Woo Woo Woo” e “You Know It”. A primeira vitória de Ryder na ECW foi em 19 de Maio sobre um competidor local. Em 15 de Setembro, Ryder ganhou uma 10-man battle royal, virando o number-one contender ao ECW Championship, mas na semana seguinte ele perdeu a luta para Christian. Na edição da ECW de 3 de Novembro, Ryder teve um angle romântico com Rosa Mendes, que começou a acompanhá-lo às suas lutas. Ryder venceu Tommy Dreamer em 29 de Dezembro de 2009, na última luta deste na ECW.
RAW e NXT (2010)
Com o fim da ECW em Fevereiro de 2010, Ryder foi movido ao RAW, fazendo seu debut na edição de 25 de Fevereiro do WWE Superstars, vencendo Primo. Ryder fez seu debut na RAW em 1 de Março perdendo para MVP em uma luta qualificatória à Money in the Bank na Wrestlemania 26. Ele participou de uma 26-man battle royal na dark match da Westlemania 26, sendo eliminado pelo vencedor Yoshi Tatsu. Mendes foi draftada à SmackDown sem Ryder, acabando assim com o relacionamento entre os dois. No dia 10 de Maio, Zack Ryder estava lutando contra Evan Bourne e Alicia Fox tentou interferir para ajudar Ryder, mas ela foi parada por Gail Kim, formando assim, uma pequena parceria entre Ryder & Fox e Bourne & Kim. No dia 17 de Maio, essas duas novas duplas se enfrentaram em uma mixed tag team match, que acabou com a vitória de Kim e Bourne. Na edição do Superstars de 27 de Maio, Ryder venceu Bourne, terminando assim sua pequena feud. Em 31 de Maio, Alicia Fox atacou Zack Ryder. Na dark match do PPV Fatal 4 Way, Zack Ryder venceu MVP em sua cidade natal em Long Island, Nova Iórque.
No último episódio da 1ª temporada do WWE NXT, Zack Ryder foi anunciado como pro de Titus O’Neil na 2ª temporada. Em sua primeira luta, eles perderam para John Morrison & Eli Cottonwood. O’Neil veio a ser o primeiro rookie eliminado em 29 de Junho. Na edição de 27 de Julho da NXT, Ryder perdeu para o ''ShowTime'' Percy Watson, fazendo com que ele se tornasse o primeiro profissional a perder uma luta para um rookie na segunda temporada da NXT. Na edição do Raw de 23 de agosto de 2010 Zack Ryder foi escolhido por Sheamus para enfrentar o mesmo pelo WWE Championship, mal começou o combate Sheamus aplicou um Bicycle Kick e venceu-o rapidamente.

#### Ascensão da Revolução Ryder (2011-2012)
Como resultado por estar sendo mal usado na televisão, Ryder ficou descontente com seu lugar na WWE e começou sua própria websérie no YouTube chamada Z! True Long Island Story em fevereiro de 2011 com a intenção de promover sua personagem. A série deu a Ryder uma grande legião de fãs e seguidores, com as camisetas de Ryder sendo vendidas mesmo que ele não participasse dos programas televisivos semanais. Em abril de 2011, Ryder se autoproclamou como o WWE Internet Champion com uma réplica infantil do Intercontinental Championship como se este fosse realmente sancionado pela WWE. Em julho, Ryder aparentemente defendeu seu título numa house show não televisionada na Austrália contra Primo. Mais tarde, Ryder proclamou que aquela era uma non-title match (luta que não valia o cinturão), e que ele nunca defenderia seu Internet Championship. Logo Ryder trocou seu cinturão de brinquedo por um cinturão profissional de $1.500,00 dólares feito pela Wildcat Championship Belts em julho de 2011.
Em um curto tempo durante sua feud com Dolph Ziggler, Ryder fez com que Ziggler fizesse aparições em seu programa, criando o quadro ''Ask The Heel'', até que em um episódio, Ziggler aparece dizendo que Ryder nunca teria uma chance pelo United States Championship, atacando o assistente social de Ryder, ''Chiappeta'', isso até Ryder conseguir outra chance, ganhando assim, um title shot no TLC. Após isso, Ziggler invadia as gravações de Ryder, falando sobre o mesmo não ganha o título no TLC.
Logo,no TLC (Tables, Ladders and Chairs),Ryder teve sua chance de ganhar o United States Championship contra Dolph Ziggler. Foi uma das melhores lutas daquela TLC, e com um final épico, onde Ryder ganha fazendo um Rough Ryder. Este foi seu primeiro título individual.
2012
Nas semanas seguintes do Monday Night Raw , Zack se envolveu na feud entre John Cena e Kane, sendo atacado 2 vezes por Kane. No primeiro ataque, Kane sai de debaixo do ring e puxa Zack Ryder para dentro do mesmo, mas John Cena consegue salvá-lo. No segundo, Kane aplica um Chokeslam em Ryder em cima de paletes de madeira. Na mesma semana, é anunciado através do site da WWE que Ryder teria se machucado devido ao ataque de Kane. Mesmo com uma lesão nas costas, Zack foi forçado pelo Vice-Presidente Executivo e Gerente Geral Interino da RAW John Laurinaitis a competir contra Jack Swagger pelo United States Championship na RAW de 16 de Janeiro. Ele foi derrotado, perdendo assim o título para Swagger. Ryder retorna aos shows em 19 de Março enfrentando Daniel Bryan e perdendo após Bryan aplicar um Le-Bell Lock. Em um episódio do SmackDown, ele e The Great Khali entram para o Team Teddy, para enfrentar o Team Johnny na WrestleMania XXVIII. Durante a luta, Eve distraiu Ryder custando a luta ao Team Teddy e se machucou após ser atacado pela mesma. Depois de aparecer nos shows esporadicamente, Ryder falhou na sua tentativa de vingança contra Kane pelos ataques do mesmo no começo de 2012 ao perder para este no pré-show do Over the Limit. No Smackdown: The Great American Bash de 3 de julho, Ryder ganhou a The Great American Bash Battle Royal eliminando por último Kane, para assim poder ser gerente geral do Smackdown de 13 de  julho. No Night of Champions 2012 Zack Ryder venceu uma Battle Royal eliminando por ultimo Tensai para se tornar desafiante ao United States Champioship. No evento Ryder foi derrotado por Antonio Cesaro no combate pelo United States Championship.
2014
Atualmente, Ryder tem focado no Youtube. Com o sucesso da websérie "Z! True Long Island Story", ele voltou a fazer novos vídeos para tentar um novo Push. A série se chama "Zack Ryder's Last ReZort".
2016
Na WrestleMania 32, Zack Ryder  Kevin Owens, Sami Zayn, Dolph Ziggler, Sin Cara,The Miz e Stardust se enfretaram numa ladder match pelo  Intercontinental Championship onde Ryder saiu vencedor depois de derrubar The Miz do topo da escada, saindo então como campeão e criando uma feud entre os dois. No Raw da noite seguinte, The Miz desafiou Ryder numa single match pelo  Intercontinental Championship onde The Miz sagrou-se campeão pela quinta vez. No Smackdown seguinte, Zack Ryder pediu revanche mas o mesmo foi derrotado por The Miz que defendeu com sucesso seu título.

## No wrestling

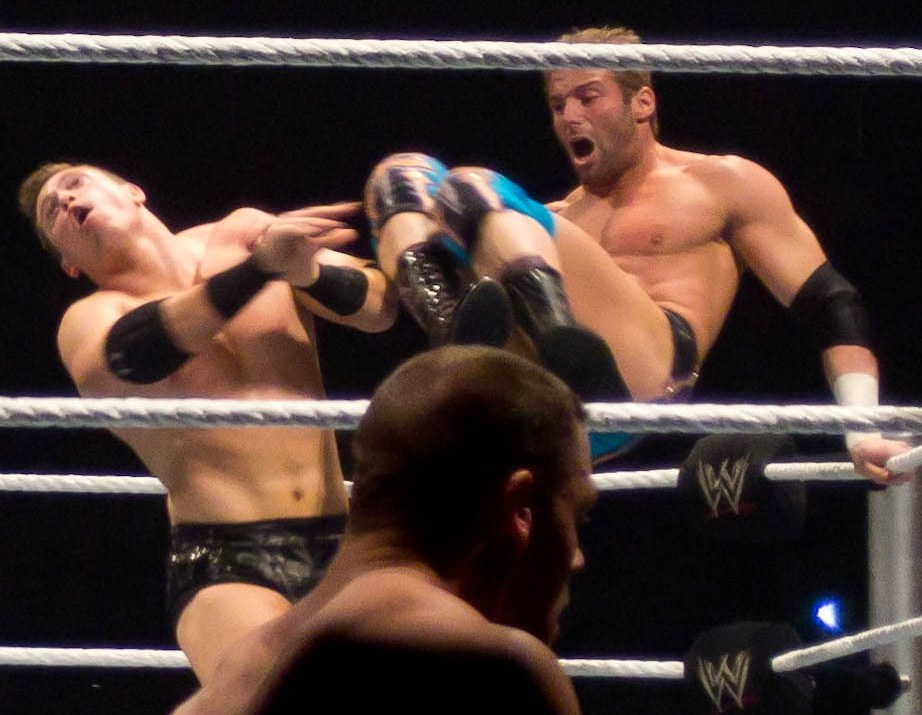
Ryder aplica um double high knee em The Miz.

- Movimentos de finalização
  - Lifting inverted DDT[24] – 2008
  - Rough Ryder[25] (Jumping leg lariat)[26] – 2010–presente
  - Zack Attack[27] (Inverted overdrive) – 2009–2010

- Movimentos secundários
  - Broski Boot[28] (running facewash, com teatralidades)[29]
  - Corner elbow smash[30][31]
  - Double high knee do corner, como defesa[32][33]
  - Double underhook powerbomb[34] – 2009
  - Dropkick,[35][36][37] as vezes da corda mais alta[38][39]
  - Facebuster[40][41]
  - Flapjack[42][43]
  - Flying forearm smash[42][44]
  - Hangman's neckbreaker[45][46]
  - Leg drop[31][42]
  - Plancha,[47][48] as vezes de um somersault[49]
    - Super frankensteiner[50]

  - Swinging neckbreaker[51][52]
- Com Curt Hawkins
  - Movimentos de finalização em dupla
    - DDT duplo[53] – 2008
    - Heat Stroke[3] (NYWC) / Long Island Express[3] (DSW / OVW) (Combinação de Samoan Drop / diving neckbreaker)
    - Combinação de STO / Russian legsweep[54]

  - Movimentos secundários em dupla
    - Hip toss duplo[54]
    - Spear duplo[55] – 2008
- Managers
  - Rosa Mendes[56]
  - Alicia Fox[57]
  - Eve Torres[58]
  - Hornswoggle[59]
- Alcunhas
  - "The Long Island Loudmouth"[4]
  - "Long Island Iced-Z"[4]
  - "The Ultimate Broski"[4]
  - "The Internet Sensation"[4]
- Temas de entrada
  - "What I Want" por Daughtry (DSW / OVW)[3]
  - "In the Middle of it Now" por Disciple (WWE)[60]
  - "Radio" por Watt White[61] (maio de 2009 – presente)

## Títulos e prêmios
- Absolute Intense Wrestling

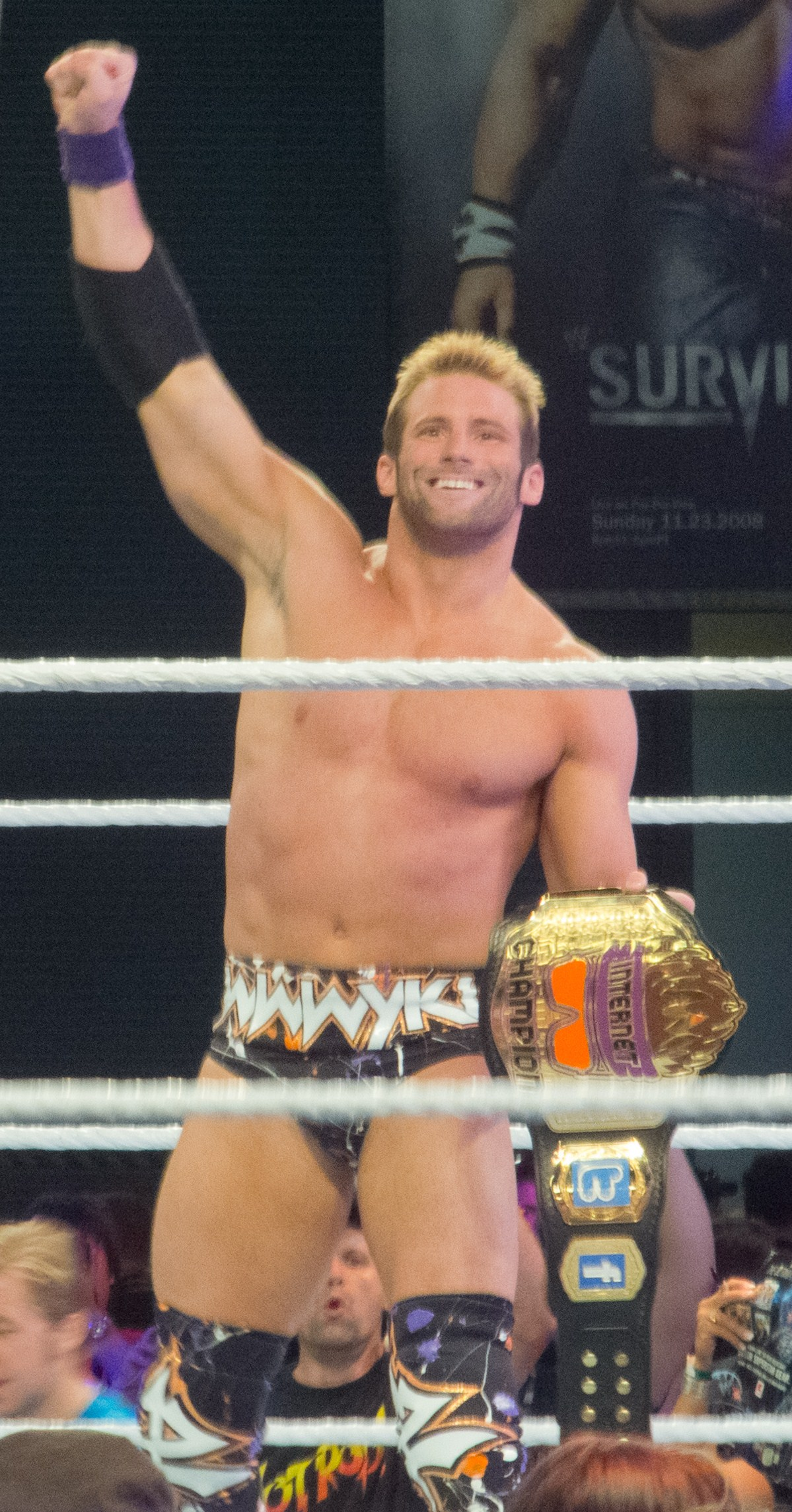
Cardona com o cinturão de "campeão da internet"

  - AIW Absolute Championship (1 time, current)
  - AIW Intense Championship (1 time, current)
- Deep South Wrestling
  - DSW Tag Team Championship (2 times) – with Brian Majors
- Game Changer Wrestling
  - GCW World Championship (1 time)
  - ECW World Television Championship (1 time, unrecognized)
- Impact Wrestling
  - Campeonato de Mídia Digital (1 vez, atual)
- National Wrestling Alliance
- NWA World Heavyweight Championship (1 vez, atual)
- NEW York Wrestling Connection
  - NYWC Tag Team Championship (2 times) – with Brian Myers
- Ohio Valley Wrestling
  - OVW Southern Tag Team Championship (1 time) – with Brian Major
- Pro Wrestling Illustrated
  - Ranked No. 70 of the top 500 singles wrestlers in the PWI 500 in 2012
- World Wrestling Entertainment/WWE
  - Campeonato Intercontinental (1 vez)
  - Campeonato dos Estados Unidos (1 vez)
  - Campeonato de Duplas da WWE (Raw) (2 vezes) – com Curt Hawkins
  - Campeonato da Internet da WWE (1 vez, não reconhecido)
  - Slammy Award (3 vezes)
    - Frase Mais Irritante (2010) – Woo Woo Woo You Know It
    - Transformação Superstar do Ano (2011)
    - Superstar de Tendências do Ano (2011)
- Other titles
  - Campeonato da Internet (2 vezes, atual)